# Christopher Franke
Christopher Franke, född 6 april 1953 i Berlin, är en tysk trumslagare och keyboardist. Han är efter Edgar Froese den mest långvarige medlemmen i den tyska musikgruppen Tangerine Dream. Franke blev medlem 1970 och stannade i gruppen fram till 1987.
Efter sin tid i gruppen bildade han två skivbolag, Sonic Images och Earthtone. Han har även komponerat musik till filmer.